# René Rémond
René Rémond (30. září 1918 Lons-le-Saunier, Jura – 14. dubna 2007 Paříž) byl francouzský historik a politolog. Od roku 1998 byl členem Académie française. Od roku 1981 do ledna 2007 působil jako prezident Fondation nationale des sciences politiques.

## Dílo

### Historicko-politické práce
- La Droite en France de 1815 à nos jours. Continuité et diversité d'une tradition politique. Aubier-Montaigne, Paříž 1954
- Ed.: Forces religieuses et attitudes politiques dans la France depuis 1945. Armand Colin, Paříž 1965
- Ed.: Atlas historique de la France contemporaine. Armand Colin, Paříž 1966
- Léon Blum, chef de gouvernement. Armand Colin, Paříž 1967
- La vie politique en France (Band 1: 1789–1848, Band 2: 1848–1879). Armand Colin, Paříž 1964–1969
- Ed.: Le gouvernement de Vichy et la Révolution nationale. Armand Colin, Paříž 1972
- Introduction à l'histoire de notre temps (drei Bände). Éditions du Seuil, Paříž 1974
- Édouard Daladier, chef de gouvernement. Presses de la Fondation nationale des sciences politiques, Paříž 1977
- La France et les Français en 1938-1939. Presses de la Fondation nationale des sciences politiques, Paříž 1978
- Ed.: Quarante ans de cabinets ministériels. Presses de la Fondation nationale des sciences politiques, Paříž 1982
- Le retour de de Gaulle. Complexe, Paříž 1983
- Ed.: Pour une histoire politique. Le Seuil, Paříž 1983
- Spolupráce s Jeanem-François Sirinellim: Notre siècle (1918–1988). Fayard, Paříž 1988
- La République souveraine. Fayard, 2002
- Les droites aujourd'hui. Louis Audibert, Paříž 2005

### Náboženské dějiny Francie
- Lamennais et la démocratie. Presses universitaires de France, Paříž 1948
- Les catholiques, le Communisme et les Crises (1929–1939). Armand Colin, Paříž 1960
- Les deux congrès ecclésiastiques de Reims et Bourges (1896–1900). Sirey, Paříž 1964
- L'anticléricalisme en France de 1815 à nos jours. Fayard, Paříž 1976
- Ed.: Histoire de la France religieuse. Éditions du Seuil, Paříž 1992
- Le catholicisme français et la Société politique. Éditions de l'Atelier, Paříž 1995
- Le fichier juif. Plon, Paříž, 1996
- Les crises du catholicisme en France dans les années trente. Le Seuil, Paříž 1996
- Religion et société en Europe aux XIXe et XXe siècles. Essai sur la sécularisation. Le Seuil, Paříž, 1996
- Les grandes inventions du christianisme. Bayard, Paříž 1999
- Le christianisme en accusation. Desclée de Brouwer, Paříž 2000
- Le nouvel anti-christianisme. Desclée de Brouwer, Paříž 2005

### Práce o USA
- Histoire des États-Unis. Presses universitaires de France, Paříž 1959
- Les États-Unis devant l'opinion française (1815–1852) (dva svazky). Armand Colin, Paříž 1962

### Úvahy o současnosti
- Vivre notre histoire (Einleitung von Aimé Savard). Le Centurion, Paříž 1976
- Âge et politique. Économica, Paříž 1991
- Valeurs et politique. Beauchesne, Paříž 1992
- La politique n'est plus ce qu'elle était. Calmann-Lévy, Paříž 1993
- Une laïcité pour tous. Textuel, Paříž 1998
- La politique est-elle intelligible ?. Complexe, Paříž 1999
- Regard sur le siècle. Presses de la Fondation nationale des sciences politiques, Paříž 2000
- Spolupráce s Françoisem Azouvim: Du mur de Berlin aux tours de New York. Douze années pour changer de siècle. Bayard, 2002
- Une mémoire française, Desclée de Brouwer, 2002
- Quand l'État se mêle de l'Histoire. Stock, Paříž 2006

### Jiné texty
- La Règle et le Consentement. Gouverner une société. Fayard, Paříž 1979
- Essais d'ego-histoire. Gallimard, Paříž 1987
- Paul Touvier et l'Église. Fayard, Paříž 1992
- Discours de réception à l'Académie française. Fayard, Paříž 2000